# Genoa City
Genoa City – wieś w Stanach Zjednoczonych, w stanie Wisconsin, w hrabstwie Kenosha.